# 리얼리티 (2023년 영화)
《리얼리티》(영어: Reality)는 2023년 개봉한 미국의 드라마 영화이다. 티나 새터가 감독과 공동 각본을 맡았다. 리얼리티 위너의 미국 국가안보국(NSA) 기밀문서 유출 및 내부고발 실화를 소재로 한 작품이다. 배우 시드니 스위니가 주인공 리얼리티를 역을 맡았다. 제73회 베를린 국제 영화제(2023년)에서 전 세계 최초로 공개되었다.

## 줄거리
영화는 2017년 5월 9일, 도널드 트럼프 대통령의 제임스 코미 FBI 국장 해고에 대한 폭스 뉴스 보도를 사무실에서 시청하는 리얼리티 위너의 모습으로 시작된다. 25일 후, 식료품 쇼핑을 마치고 집에 돌아온 위너는 FBI 요원 테일러와 개릭에게 집과 소지품 수색 영장을 제시받는다. 여러 요원들이 집을 수색하는 동안, 위너는 요원들과 대화를 나누는데, 이 모든 대화는 녹음된다. 영화의 대화는 이 녹취록을 바탕으로 한다. 처음에는 위너는 수색 과정에서 자신의 개와 고양이의 안전을 걱정한다.
위너는 집 안의 빈 방에서 테일러와 개릭과 이야기를 나눈다. 그들은 위너의 직업에 대한 질문을 시작한다. 요가 강사이자 크로스핏 트레이너인 위너는 정부 계약업체의 페르시아어 번역가이며, 파슈토어 능력을 더 잘 활용하기 위해 아프가니스탄에 번역가로 파견되기를 희망한다고 설명한다. 이후 요원들은 위너에게 최근 온라인 매체에 유출된 정부 기밀 문서에 대해 질문한다. 처음에는 부인하던 위너는 한 시간여의 심문 끝에 국가안보국의 데이터베이스에서 문서를 인쇄하여 유출했음을 고백한다. 영화는 처음에는 녹취록처럼 유출의 구체적인 내용을 삭제하지만, 곧 위너는 삭제된 부분을 직접적으로 드러내며 2016년 미국 대선에 대한 러시아의 개입 증거였고 해당 매체가 '인터셉트'였다는 사실을 폭로한다.
위너는 에드워드 스노든처럼 내부 고발자가 되거나 정보 기관을 무너뜨리려 한 것이 아니라, 미국 국민들이 정부가 가진 선거에 대한 동일한 정보를 갖기를 원했을 뿐이라고 말한다. 심문이 끝나갈 무렵, 위너는 구금될 것을 직감하고 자신의 애완동물을 걱정한다. 그녀는 집에서 수갑을 찬 채 연행되고, 동시에 언론에서는 유출 사건에 대한 보도가 나온다. 위너의 행동에 대한 칭찬과 비판이 엇갈리고, 그녀가 중동과 결탁했다거나 유출의 진실성을 부정하는 주장이 제기된다. 일부 언론은 위너에게 유출을 추적할 수 있도록 한 '인터셉트'를 비판하고, 위너에 대한 과도한 처벌이 잠재적 내부 고발자를 단념시키기 위한 것이라는 추측도 나온다.
영화 말미에 자막은 위너가 보석이 거부되고 간첩법 위반으로 기소되었다고 설명한다. 그녀는 4년 동안 감옥에서 복역했으며 2024년 11월까지 보호관찰 상태에 놓이게 된다. 또한 위너가 유출한 동일한 문서가 이후 상원에서 러시아의 개입 증거로 사용되었다는 사실을 덧붙인다.

## 출연진
- 시드니 스위니 - 리얼리티 위너
- 마샨트 데이비스 - 테일러
- 조시 해밀턴 - 개릭